# Tongobory
Tongobory is een plaats en commune in het zuiden van Madagaskar, behorend tot het district Betioky Sud, dat gelegen is in de regio Atsimo-Andrefana. Tijdens een volkstelling in 2001 telde de plaats 20.500 inwoners.
De plaats biedt alleen lager onderwijs en beperkt middelbaar onderwijs aan. 40% van de bevolking werkt als landbouwer, 15% houdt zich bezig met veeteelt en 40% verdient zijn brood als visser. De belangrijkste landbouwproducten zijn mais en bonen; andere belangrijke producten zijn zoete aardappelen en limabonen. Verder is 5% actief in de dienstensector.